# Mörsdorf (Thuringe)
Pour les articles homonymes, voir Mörsdorf.
Mörsdorf est une commune rurale allemande de l'arrondissement de Saale-Holzland en Thuringe et fait partie de la communauté administrative de Hermsdorf.

## Géographie
La ville est à environ deux kilomètres au nord-est de Quirla, à proximité immédiate du croisement entre l'A 4 au nord et l'A 9 à l'est. La route nationale L 1076 traverse Mörsdorf depuis Stadtroda en direction de Reichenbach. Mörsdorf est situé sur une crête entre la Saale et la Weißer Elster dans une petite vallée (ancien centre-ville). Mörsdorf a accès à beaucoup d'eau souterraine, tous les étangs sont remplis d'eau souterraine.

## Histoire
Les premiers habitants de la région sont les Sorabes, vers 900, qui cèdent l'emplacement aux tribus germaniques. Les Franconiens et les Thuringiens y immigrent ensuite de l'ouest en raison des sols exploitables et des bois environnants.
Le village est mentionné à l'écrit pour la première fois en 1457. Selon les historiens locaux, le village se nomme Mertensdorf ou Martinsdorf vers 1150 et prend le nom de Mersdorf vers 1520. A partir de 1600, on l'appelle Mörsdof.

## Infrastructure
L'église de Mörsdorf, construite en 1685, est au cœur du village. Entièrement rénovée entre 2004 et 2007, sa particularité est une horloge à trois cadrans (sud-ouest-nord) ainsi qu'une ancienne cloche datant de 1522.
Une infrastructure sportive est achevée en 2002. Il s'agit d'un espace polyvalent permettant d'y pratiquer plusieurs sports tels que le football, handball, volley-ball et basket-ball.

## Personnalités
- Paul Nisse (1869-1949), sculpteur qui avait son atelier à Mördorf